# 石田進
石田 進（いしだ すすむ、1958年（昭和33年）9月2日 - ）は、日本の政治家。茨城県神栖市長（2期）。元茨城県議会議員（3期）、元神栖市議会議員（1期）、元波崎町議会議員（1期）。

## 来歴
茨城県波崎町（現・神栖市）出身。波崎町立波崎第一中学校、千葉県立銚子商業高等学校、東海大学政治経済学部卒業。大学4年時に学園祭実行委員長を務めた。
2003年に波崎町議会議員に当選。2005年（平成17年）8月1日、波崎町が神栖町に編入されて神栖市が誕生。在任特例により神栖市議会議員となる。
2006年12月の茨城県議会議員選挙に鹿島郡選挙区から無所属で立候補し初当選。2007年（平成19年）1月8日に就任。2010年（平成22年）の県議選は自由民主党公認で立候補し再選。2014年（平成26年）に3選。
2017年（平成29年）7月31日、任期満了に伴う神栖市長選挙に立候補する意向を表明。神栖市は同年5月に総工費約121億円の「神栖中央公園防災アリーナ（仮称）」の工事に着工しているが、石田は計画見直しを訴え11月19日の市長選に臨んだ。計画推進派の伊藤大、境川幸雄の2名の元市議を破り初当選を果たした。12月6日、市長就任。
2021年（令和3年）11月7日、任期満了に伴う神栖市長選挙で再選。

## 市政
- 2020年（令和2年）5月29日、新型コロナウイルス対策の財源に充てるため、自身の6月期末手当を20%減額すると発表した。副市長と教育長については10%減額する[12]。